# Phil Jonas
Philip G. (Phil) Jonas (Johannesburg, 2 maart 1962) is een Zuid-Afrikaanse-Canadese golfprofessional die actief is op de Europese Senior Tour.

## Loopbaan
In 1986 werd Jonas een golfprofessional en hij maakte zijn debuut op de Southern Africa Tour (nu gekend als de (Sunshine Tour). In 1990 behaalde hij zijn eerste profzege op de Southern Africa Tour door de Goodyear Classic te winnen. Hij bleef daar golfen tot in 1998.
In 1999 ging Jonas naar Canada en beschikte hij sindsdien ook een Canadese nationaliteit nadat hij voortaan in Vancouver woont. Hij golfde twee jaar lang op de Canadese PGA Tour waar hij één golftoernooi won. In 2004 en 2005 was Jonas golfcommentator voor de Canadese televisiezenders TSN en CTV. Hij moest toen het Canadees Open becommentariëren.
Sinds 2013 golft Jonas voor de Europese Senior Tour.
Daarnaast runt Jonas ook een eigen golfschool waar hij jonge golftalenten zal opleiden tot volwaardige golfers.

## Prestaties

### Professional
Sunshine Tour
- 1990: Goodyear Classic

Overige
- 1996: Peru Open
- 1997: Peru Open
- 2000: Quebec Open (Canada Tour)